# Funkenzähler
Ein Funkenzähler ist ein in den 1920er Jahren von Heinrich Greinacher entwickelter Teilchendetektor, der ionisierende Strahlung mittels eines Funkenüberschlags zwischen zwei geladenen Platten nachweist. Stapelweise geschichtete Funkenzähler können die Teilchenspur als eine Lichtspur sichtbar machen – eine solche Anordnung bezeichnet man als Funkenkammer.

## Funktionsprinzip
Ein Funkenzähler ist im Prinzip ein Plattenkondensator, der mit einem Ethanol-Argon-Gasgemisch gefüllt ist. Der Abstand zwischen den Kondensatorplatten ist sehr eng gewählt. Bei einer ausreichend hohen Spannung von mindestens 10 kV vervielfachen sich im Gas erzeugte Ionen durch Stoßionisation derart, dass es zum Funkenüberschlag beim Durchgang geladener Teilchen kommt. Der elektrische Impuls kann durch einen Zähler registriert werden.
Ersetzt man die Platten durch gekreuzte Paralleldrahtebenen, kann man auch elektrisch den Ort des Funkendurchbruchs bestimmen. Dieses Prinzip wird in der sogenannten Drahtkammer benutzt.